# Sweet Coffee
Sweet Coffee est un groupe belge de pop, actif entre 2003 et 2013. Composé de Patrick Bruyndonx et Raffaele Brescia, leurs chansons les plus connues sont My Moon, Don't Need You, What's Up with that, et Lost in Tears. Le groupe a atteint de nombreuses fois les charts belges,,,,.

## Histoire
Le groupe est formé en 2003 et composé du duo Patrick Bruyndonx et Raffaele Brescia. En tant qu'auteurs, producteurs et musiciens, ils définissent les lignes de ce projet en constante évolution jusqu'en 2013, qui avait néanmoins un style musical distinct et reconnaissable.
Pour le magazine belge Frontview Magazine, leur trois premiers albums — Memory Lane, Perfect Storm et Naked City — sont des succès commerciaux. Le groupe sort son premier album, Memory Lane en 2004, qui fusionne les genres « dance et pop avec un clin d'œil sporadique au jazz. » L'album est nommé aux Zamu Awards et vendus à 10 000 exemplaires. Il est suivi en 2005 par un deuxième album, Perfect Storm, qui comprend notamment le single Don't Need You classé 25e des charts belges et 59e des charts néerlandais. En 2007 sort leur troisième opus, Naked City, fait participer Bibi Diabokua au chant principal, et qui atteint la 15e place des charts belges.
Fin 2009, le groupe sort le single Tomorrow qui précède la sortie de son quatrième album, Face to Face en 2010. L'album se classe 4e des charts belges. Un premier concert en promotion de l'album est annoncé pour le 25 février 2010 à l'AB Box.
En 2013, le groupe joue sur la scène au Genk On Stage sur la place Stadsplein, et publie son dernier album, Our Moods. Le groupe cesse ses activités en 2013.

## Style musical
Le style musical des Sweet Coffee est un mélange de pop, soul et jazz. Le journal Nieuwsblad considère Sweet Coffee comme un « véritable groupe live » de lounge, funk, soul, groove et rhythm and blues.

## Discographie

### Albums studio
- 2004 : Memory Lane (82e place des charts belges[13])
- 2005 : Perfect Storm (39e des charts belges[8])
- 2007 : Naked City (15e des charts belges[6])
- 2010 : Face to Face (4e des charts belges[5])
- 2013 : Our Moods (32e des charts belges[7])

### Singles
- 2003 : Don't Need You (25e des charts belges, 59e du Single Top 100[4])
- 2004 : Holdin' on (19e du Radio 2 Top 30)
- 2004 : Start Believin'
- 2005 : New Day
- 2005 : Special Kind of Feeling
- 2006 : Lost in Tears
- 2008 : Zanna  (27e du Radio 2 Top 30)
- 2009 : Tomorrow
- 2009 : U-Turn
- 2010 : Daylight
- 2010 : Alone
- 2012 : My Moon
- 2013 : Found You